# Pitt Sound Island
Pitt Sound Island är en ö i Kanada.   Den ligger i provinsen Newfoundland och Labrador, i den östra delen av landet, 1 700 km öster om huvudstaden Ottawa. Arean är 11,2 kvadratkilometer.
Terrängen på Pitt Sound Island är platt. Öns högsta punkt är 128 meter över havet. Den sträcker sig 4,7 kilometer i nord-sydlig riktning, och 6,8 kilometer i öst-västlig riktning.